# Giancarlo Carmona
Pour les articles homonymes, voir Carmona et Maldonado.
 Giancarlo Carmona Maldonado, né le 12 octobre 1985 à Lima au Pérou, est un footballeur international péruvien.

## Biographie

### Carrière en club
Après avoir commencé sa carrière dans l'Alianza Atlético, il est transféré en 2008 à l'Universitario de Deportes. Sacré champion du Pérou en 2009 avec l'Universitario, il participe à deux éditions consécutives de la Copa Libertadores en 2009 et 2010 (sept matchs en tout). 
En décembre 2010, le club argentin de San Lorenzo acquiert 50 % du joueur pour 500 000 $. Prêté successivement à l'Alianza Lima et au Sporting Cristal en 2012, il participe à la Copa Libertadores 2012 avec le premier club (quatre matchs), mais remporte son deuxième championnat du Pérou en fin de saison avec le deuxième club.
Il continue sa carrière au Pérou – sauf une parenthèse en Équateur au Mushuc Runa en 2015 – jouant notamment au FBC Melgar où il dispute deux éditions d'affilée de la Copa Libertadores en 2018 et 2019 (neuf matchs en tout, un but inscrit).

### Carrière en équipe nationale
Le 29 mars 2011, Giancarlo Carmona honore sa première sélection avec l'équipe du Pérou pour affronter l'Équateur en match amical à La Haye (score 0-0). Il participe à la Copa América 2011 où il se fait expulser à 61e min du match contre le Chili lors 1er tour de la compétition (défaite 1-0).
Il compte cinq sélections en équipe nationale (pas de buts marqués) toutes jouées en 2011.

## Palmarès

### En club
| Universitario de Deportes - Championnat du Pérou (1) : - Champion : 2009. |  | Sporting Cristal - Championnat du Pérou (1) : - Champion : 2012. |

### En équipe nationale
Pérou
- Copa América :
  - Troisième : 2011.